# De sprong der paarden en de zoete zee
De sprong der paarden en de zoete zee is een novelle van de Nederlandse schrijver Harry Mulisch. De novelle kwam in 1955 uit bij uitgeverij De Beuk.
De novelle gaat over de transformatie van de liefde van de jonge Gustaaf Nagelhout voor het meisje Bessie tot de mythe over de opkomst en ondergang van het eiland Schokland.

## Verhaal
De dertienjarige schooljongen Gustaaf Nagelhout is verliefd op Bessie. Als hij haar ziet versteent hij zelfs. Hij kan zich niet meer bewegen, zelfs niet als een oude vrouw aan hem gaat trekken. Als hij weer bij zinnen komt, is hij verloren en verwaarloost zijn huiswerk. Gustaaf schrijft zijn liefde voor Bessie op de muren, maar hij schrijft niet 'Gustaaf is verliefd op Bessie', maar 'Gustaaf is lief - Anneke'. Zo probeert Gustaaf Bessie jaloers te maken. Dit werkt averechts en de leraar van Gustaaf, dr. Scharr, laat Gustaaf strafregels schrijven om hem zo weg te houden bij de verlokkingen van het vrouwelijk geslacht. Gustaaf wordt ziek van liefdesverdriet, hij ijlt, denkt aan zelfmoord en wenst uiteindelijk dat Bessie sterft. Hij wil haar zelfs vermoorden. Als hij herstelt en naar buiten gaat, ziet hij een begrafenisstoet voorbij komen. Bessie is aangereden door een auto en overleden. Buiten zinnen van verdriet vlucht Gustaaf en gaat in de buurt van een manege zijn geschiedenis opschrijven. Als een op hol geslagen paard over hem heen springt en zijn berijdster afwerpt, wordt Gustaaf krankzinnig. Zijn schrift wordt gevonden door een broodbezorger, die het verhaal als een soort profeet voorleest aan iedereen. Ook de chauffeur Ubbe Joziasse hoort het verhaal van Gustaaf dat inmiddels al is veranderd in de mythe van een tovenaar die door een heks is versteend en gedwongen wordt om straf te ondergaan om zijn grote liefde te vergeten. Ubbe vertelt het verhaal door aan zijn vader, de visser Gnodde Joziasse. Als Ubbe zich doodrijdt tegen een boom vlucht Gnodde, samen met zijn broers, in een lekke boot de zee op. Terwijl het schip langzaam wegzinkt in het zoete water van het IJsselmeer, de voormalige Zuiderzee, vertelt Gnodde de mythe over het ontstaan van het eiland Schokland. Het verhaal gaat over de halfgod Beinar die verliefd wordt op de godin van de zee, Leia. Haar vader, de stormgod Geidallr, verbiedt zijn dochter om nog verder om te gaan met Beinar. De laatste wordt gestraft door een tovenaar en moet de wolken beschrijven met letters. Uiteindelijk sterft Beinar op het strand van Schokland.

## Symboliek
Schokland bestaat nog altijd, maar is geen eiland meer. Bij de inpoldering van de Noordoostpolder werd het eiland opgeslokt door het land. Eigenlijk is er sprake van een omgekeerde Atlantismythe. Mulisch geeft het voormalige eiland een eigen mythe, die is afgeleid van de in feite banale, puberale liefde van een schooljongen voor een meisje. In het eerste verhaal staan de elementen die later terugkeren in het tweede verhaal (van de broodbezorger), in het derde verhaal (van Ubbe) en in het vierde verhaal (van Gnodde):
- het 'verstenen' van Gustaaf
- de onmogelijke liefde
- de oude vrouw die probeert Gustaaf los te trekken
- de strafregels die Gustaaf moet schrijven
- de dood (van Bessie, de amazone, Ubbe en ten slotte de Joziassen)

Mulisch schreef, zeker in de jaren vijftig, vanuit de mythe. De psychologische roman had voor hem afgedaan. De mythe is de verbeelding van het leven en om die reden universeel. Mensen herkennen in de mythe of een sprookje gebeurtenissen die ook in hun eigen leven spelen. Die herkenning verzoent hen met het vaak zo onbegrijpelijke leven of 'het lot'. Zo kan een kind dat op school wordt gepest, troost putten uit het sprookje Het lelijke eendje van Hans Christian Andersen, en hopen dat het eens een zwaan zal worden. Bij Mulisch kan een dertienjarige jongen op die manier uitgroeien tot de geestelijke vader van de mythologie van Schokland. De ongelukkige liefde van een schooljongen voor een onbereikbaar meisje wordt getransformeerd tot de mythe van de halfgod Beinar en zijn onmogelijke liefde voor de godin van de zee.

## Drukgeschiedenis
De novelle werd in oktober 1955 uitgegeven bij De Beuk, Amsterdam. Vervolgens werd het verhaal in 1957 opgenomen in de verhalenbundel De versierde mens. In 1964 bracht uitgeverij Meulenhoff een speciale schooluitgave uit van het boek in de serie "Cahiers voor Letterkunde voor het Voortgezet Onderwijs". In 1977 werd het opgenomen in de verhalenbundel De verzamelde verhalen 1947-1977. In 1982 werd het opgenomen in de verhalenbundel Symmetrie (Bulkboek).